# Arcidiecéze ostřihomsko-budapešťská

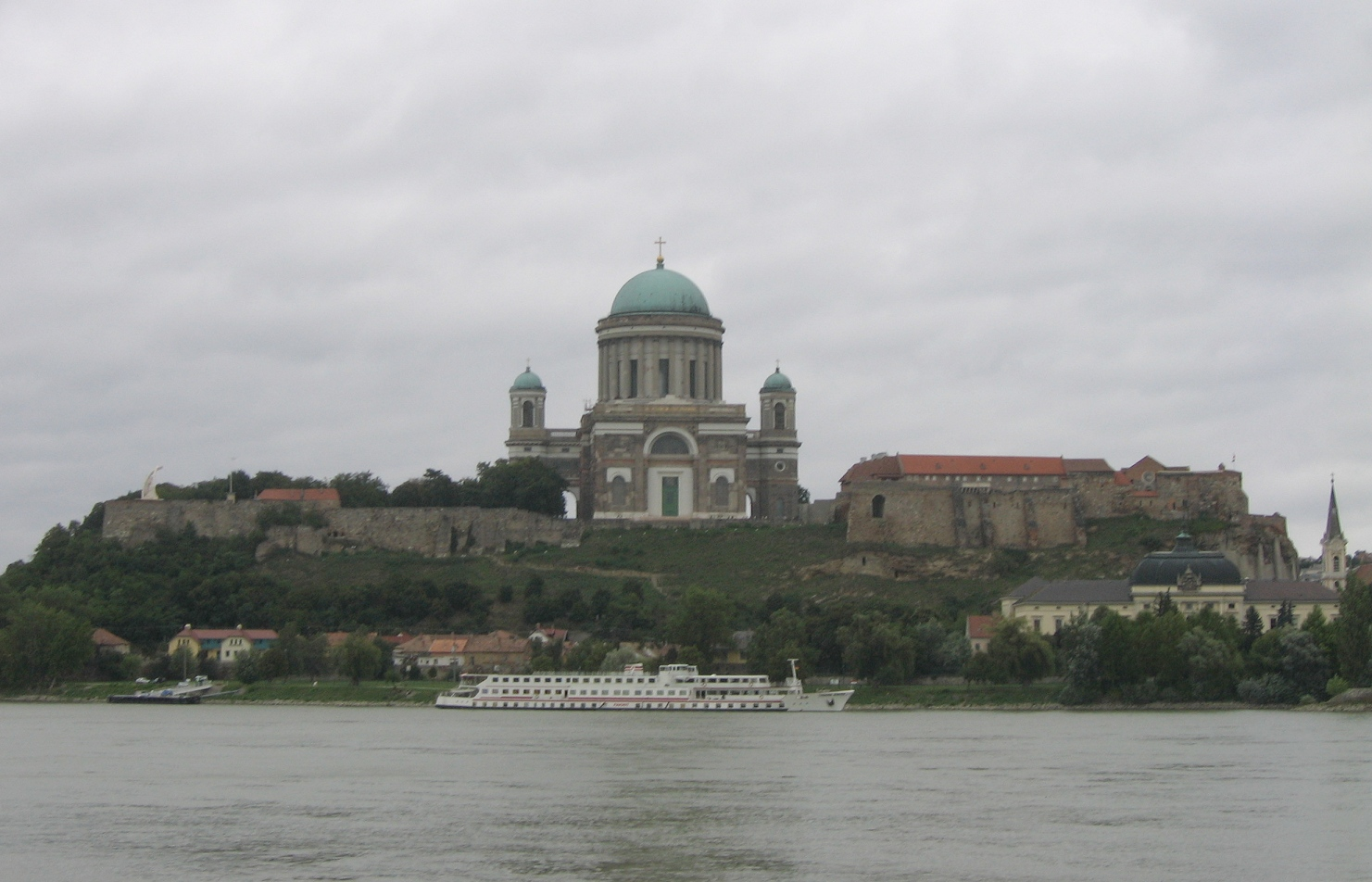
Katedrála Panny Marie a sv. Vojtěcha v Ostřihomi

Arcidiecéze ostřihomsko-budapešťská (latinsky Archidioecesis Strigoniensis-Budapestinensis) je římskokatolická arcidiecéze v Maďarsku. Pod církevní správu arcibiskupství spadá celé Maďarsko.

## Historie
Předchůdcem arcidiecéze ostřihomsko-budapešťské byla až do 31. května 1993 arcidiecéze ostřihomská. Tato arcidiecéze byla nejstarším arcibiskupstvím v Uhrách. Byla založena v roce 1000 králem Štěpánem I. Svatým a byla nadřízena ostatním uherským biskupstvím. Od připojení dnešního Slovenska k Uhrám bylo z Ostřihomi církevně spravováno také jeho celé území. I po vzniku druhého uherského arcibiskupství, arcidiecéze Kaločské, si zachovalo ostřihomské arcibiskupství v Uhrách svou vedoucí roli. V roce 1279 získali ostřihomští biskupové titul Primas Hungariæ (primas Uherska), byli a dodnes jsou tedy hlavou katolické církve v Uhersku. V roce 1543 bylo sídlo arcidiecéze v důsledku tureckých nájezdů přesunuto do Trnavy; později sídlil arcibiskup, vzhledem k tomu, že plnil také státní povinnosti, převážně v Bratislavě.
Na podnět císařovny a uherské královny Marie Terezie rozčlenil papež Pius VI. v roce 1776 arcibiskupství ostřihomské tak, že jako jeho části vznikly diecéze banskobystrická, rožňavská a spišská. Z Bratislavy do Ostřihomi se sídlo arcidiecéze vrátilo v roce 1820 na příkaz arcibiskupa Alexandra Rudnaye. Po první světové válce, rozpadu Uherska a vzniku Československa, se většina území arcidiecéze dostala mimo území Maďarska. Došlo k rozdělení arcidiecéze. Ta část, která se dostala na území Československa, byla vyčleněna do samostatné apoštolské administratury, která byla podřízena přímo Svatému stolci. Poměry byly upraveny až v roce 1977, kdy na území Slovenska vznikla arcidiecéze trnavská. 31. května 1993 se změnilo jméno arcidiecéze ostřihomské na arcidiecéze ostřihomsko-budapešťská.

## Současnost
Arcidiecéze zaujímá území o rozloze 1543 km², na němž žijí více než dva milióny obyvatel (2 094 000 obyvatel v roce 2003), z toho 60 % je katolíků (celkem asi 1 258 000 osob). Člení se na 16 děkanátů a celkem 151 farností (údaj z roku 2004). V čele stojí arcibiskup Péter kardinál Erdő.

## Seznam arcibiskupů
- Domonkos (arcibiskup 1000)
- Sebestyén (Sebastian) (arcibiskup 1001)
- Radla (arcibiskup 1002)
- Anastaz-Astrik (arcibiskup cca 1007)
- Sebestyén (znovu) (arcibiskup po roce 1012)
- Benedek-Beneta (arcibiskup 1046–1055)
- Nehemiah (arcibiskup 1075–1077/79)
- Acha (arcibiskup 1087–cca 1090)
- Serafin (arcibiskup 1094)
- Lőrinc (Vavřinec) (arcibiskup 1105)
- Marcel (arcibiskup 1116)
- Felicián (arcibiskup 1127)
- Makarius (nar. 1143–cca 1150)
- Kökényes (arcibiskup 1150)
- Martyrius (arcibiskup 1151)
- Lukáš (arcibiskup 1158)
- Mikuláš (arcibiskup 1181–1183)
- Jób (arcibiskup 1185)
- Ugrin de genere Csák (arcibiskup duben 1204 – srpen 1204)
- Kalán de genere Bár-Kalán (arcibiskup 1204)
- Jan (arcibiskup 1205)
- Tomáš (arcibiskup únor–listopad 1224)
- Robert (1226–1239)
- Matyáš de genere Rátót (primát, arcibiskup 1239)
- Štěpán de genere Báncsa (arcibiskup, kardinál 1242)
- Benedek (arcibiskup 1254)
- Fülöp Szentgróti (arcibiskup 1262)
- Miklós (Mikuláš) de genere Kán (arcibiskup 1273)
- Benedikt (arcibiskup 1274)
- Miklós (Mikuláš) de genere Kán (znovu) (arcibiskup 1276)
- Peter Kőszegi de genere Héder (arcibiskup 1277)
- Lodomer (1279–1298)
- Řehoř Bicskei (zvolený arcibiskup, 1298–1303)
- Mihály (Michael) de genere Bő (arcibiskup 1303)
- Tomáš (arcibiskup 1305)
- Boleslav Piast (arcibiskup 1321)
- Miklós (Mikuláš) Dörögdi (arcibiskup 1329)
- Csanád Telegdi (arcibiskup 1330)
- Mikuláš Vásári (arcibiskup 1350)
- Miklós (Mikuláš) Apáti (arcibiskup 1358)
- Tamás (Tomáš) Telegdi (arcibiskup 1367)
- János (Jan) De Surdis (arcibiskup 1376)
- Demeter (arcibiskup 1378)
- János (Jan) Kanizsai (primát, arcibiskup 1387–1395)
- Péter (Petr) (apoštolský koadjutor – 1418)
- László (Ladislav) Csetneki (apoštolský koadjutor – 1418)
- György (Jiří) Hohenlohe (apoštolský koadjutor – 1418)
- János (Jan) Borsnitz (apoštolský koadjutor – 1418)
- György Pálóczy (primát, arcibiskup – 1423)
- Dénes Szécsi (primát, arcibiskup – 1440)
- János Vitéz (primát, arcibiskup – 1465–1472)
- Johann Beckenschlager (primát, arcibiskup 15. březen 1474 – 21. březen 1487)
- Jan Aragonský (primát, arcibiskup – 1480)
- Hipolyt kardinál Este (primát, arcibiskup – 1486)
- Tamás Bakócz (primát, arcibiskup, kardinál – 1497–1521)
- György Szatmári (primát, arcibiskup – 1522)
- László Szalkai (primát, arcibiskup – 1524)
- Pál Várdai (primát, arcibiskup 1526 – 12. říjen 1549)
- Giorgio Martinuzzi (primát, arcibiskup, kardinál – 1551)
- Miklós Oláh (primát, arcibiskup – 1553)
- Antal Verancsics (Anton Vrančič) (primát, arcibiskup 17. říjen 1569 – 15. červen 1573)
- Miklós Telegdy (primát, arcibiskup 1580 – 22. duben 1586)
- István Fehérkövi (primát, arcibiskup – 1596)
- János Kutasi (primát, arcibiskup – 1597)
- Ferenc Forgách (primát, arcibiskup – 1607)
- Péter Pázmány, S.J. (primát, arcibiskup, kardinál 28. říjen 1616 – 19. březen 1637)
- Imre Lósi (primát, arcibiskup – 1637)
- György Lippay (primát, arcibiskup – 1642)
- György Szelepcsényi (primát, arcibiskup – 1666)
- György Széchényi (primát, arcibiskup – 1685)
- Leopold Karel, hrabě z Koloniče (primát, arcibiskup, kardinál 22. srpen 1695 – 20. leden 1707)
  - Arcibiskup koadjutor: kardinál Kristián August Sasko-Zeitzský (24. leden 1701 – 20. leden 1707)
- Kristián August Sasko-Zeitzský (kníže primát, arcibiskup, kardinál 20. leden 1707 – 23. srpen 1725)
- Imre Esterházy (kníže primát, arcibiskup – 1725)
- Miklós Csáky (kníže primát, arcibiskup – 1751)
- Ferenc Barkóczy (kníže primát, arcibiskup – 1761)
- Prázdné (1765 – 1776)
- József Batthyány (kníže primát, arcibiskup 20. květen 1776 – 23. říjen 1799)
- Prázdné (1799 – 1809)
- Karel Ambrož Rakouský (kníže primát, arcibiskup 16. březen 1808 – 2. září 1809)
- Prázdné (1809 – 1819)
- Alexander Rudnay (kníže primát, arcibiskup 17. prosinec 1819 – 13. září 1831)
- Prázdné (1831 – 1838)
- József Kopácsy (kníže primát, arcibiskup 15. prosinec 1838 – 17. září 1847)
- János Hám (kníže primát, arcibiskup červen 1848 – červenec 1849)
- János Scitovszky (kníže primát, arcibiskup 28. září 1849 – 19. říjen 1866)
- János Simor (kníže primát, arcibiskup 22. únor 1867 – 23. leden 1891)
- Kolos Ferenc Vaszary, O.S.B. (kníže primát, arcibiskup, kardinál 13. prosinec 1891 – 1. leden 1913)
- János Csernoch (kníže primát, arcibiskup, kardinál 13. prosinec 1912 – 25. červenec 1927)
- Jusztinián György Serédi, O.S.B. (kníže primát, arcibiskup, kardinál 30. listopad 1927 – 29. březen 1945)
- Blahoslavený József Mindszenty (kníže primát, arcibiskup, kardinál 2. říjen 1945 – 18. prosinec 1973)
  - Endre Hamvas (apoštolský koadjutor 18. červenec 1950)
  - Mihály Endrey (apoštolský koadjutor 9. únor 1957)
  - Artur Schwarz-Eggenhoffer (apoštolský koadjutor 6. červen 1957)
  - Imre Szabó (apoštolský koadjutor 1958)
  - Imre Kisberk (apoštolský koadjutor 28. září 1971)
  - László Lékai (apoštolský koadjutor 2. února 1974)
- László Lékai (primát, arcibiskup, kardinál 12. února 1976 – 30. června 1986)
- László Paskai (primát, arcibiskup, kardinál 3. března 1987 – 7. prosince 2002)

Metropolitní arcibiskupové ostřihomsko-budapešťští
- László Paskai (3. březen 1987 – 7. prosinec 2002) (jako arcibiskup ostřihomský do roku 1993)
  - Pomocný biskup: Imre Asztrik Várszegi, O.S.B. (23. prosinec 1988 – 18. březen 1991)
  - Pomocný biskup: Vilmos Dékány, Sch. P. (23. prosinec 1988 – 19. květen 2000)
  - Pomocný biskup: Csaba Ternyák (později arcibiskup) (24. prosinec 1992 – 11. prosinec 1997)
  - Pomocný biskup: Antal Spányi (13. únor 1998 – 4. duben 2003)
  - Pomocný biskup: Miklós Beer (8. duben 2000 – 27. květen 2003)
  - Pomocný biskup: Gáspár Ladocsi (28. listopad 2001 – 26. listopad 2010)
- Péter Erdő (7. prosinec 2002 – ...), kardinál-kněz S. Maria Nuova (21. říjen 2003 [9. březen 2004] – ...), také předseda Maďarské biskupské konference (září 2005 – 2. září 2015), předseda Rady evropských biskupských konferencí (8. říjen 2006 – 8. říjen 2016); dříve titulární biskup Puppi (5. listopad 1999 – 7. prosinec 2002) jako pomocný biskup Székesfehérváru (Maďarsko) (5. listopad 1999 – 7. prosinec 2002)
  - Pomocný biskup: László Kiss-Rigó (24. leden 2004 – 20. červen 2006)
  - Pomocný biskup: György Udvardy (24. leden 2004 – 9. duben 2011)
  - Pomocný biskup: János Székely (14. listopad 2007 – 18. červen 2017)
  - Pomocný biskup: Ferenc Cserháti (15. červen 2007 – ...), titulární biskup Centurie (15. červen 2007 – ...)
  - Pomocný biskup: György Snell (20. říjen 2014 – 26. únor 2021), titulární biskup Pudentiany (20. říjen 2014 – 26. únor 2021)

### Pomocná biskupství
- Pomocný biskup: István Bagi (31. březen 1979 – 31. leden 1986)
- Pomocný biskup: Iván Pálos (7. leden 1975 – 28. březen 1987)
- Pomocný biskup: György Zemplén (10. leden 1969 – 29. březen 1973)
- Pomocný biskup: Mihály Endrey-Eipel (1957 – 1972)
- Pomocný biskup: Imre Szabó (11. březen 1951 – 21. květen 1976)
- Pomocný biskup: Blahoslavený Zoltán Lajos Meszlényi (22. září 1937 – 11. leden 1953)
- Pomocný biskup: Stefano Breyer (5. duben 1929 – 13. prosinec 1933)
- Pomocný biskup: Lajos Rajner (14. červen 1906 – 27. březen 1920)
- Pomocný biskup: Josef Medard Kohl, O.S.B. (17. prosinec 1900 – 15. leden 1928)
- Pomocný biskup: Paulus Palásthy (4. květen 1886 – 24. září 1899)
- Pomocný biskup: József Boltizár (24. srpen 1875 – 17. květen 1905)
- Pomocný biskup: Joseph Szabó (22. červen 1868 – 27. duben 1884)
- Pomocný biskup: Giuseppe Durguth (25. září 1865 – ?)
- Pomocný biskup: Emerico Tóth (25. září 1857 – 6. leden 1865)
- Pomocný biskup: Jozef Viber (19. červen 1856 – 15. leden 1866)
- Pomocný biskup: Joseph Krautmann (15. březen 1852 – 1855)
- Pomocný biskup: Peter de Ürményi (28. srpen 1820 – 15. listopad 1839)
- Pomocný biskup: Giovanni Benyovszky (28. srpen 1820 – 1827?)
- Pomocný biskup: Istvan Gosztonyi (18. prosinec 1815 – 1817)
- Pomocný biskup: Karol Perényl (11. červenec 1808 – 15. březen 1819)
- Pomocný biskup: Nikolaus Rauscher (16. březen 1808 – 1815)
- Pomocný biskup: József Király (18. září 1807 – 11. leden 1808)
- Pomocný biskup: Márton Görgey (24. září 1804 – 1. srpen 1807)
- Pomocný biskup: Ladislaus Luzenszky (13. prosinec 1779 – 1792)
- Pomocný biskup: Stephanus Nagy (16. prosinec 1776 – 1804)
- Pomocný biskup: Georgius Richvaldszky (16. prosinec 1776 – 7. srpen 1779)
- Pomocný biskup: Anton Révay (20. květen 1754 – 16. září 1776)
- Pomocný biskup: Paulus de Révay (12. březen 1753 – 1776)
- Pomocný biskup: Ferenc Zichy (24. září 1742 – 16. březen 1744)
- Pomocný biskup: Giorgio Trivulzio, B. (7. listopad 1678 – 1689)